# Neoidiotypa appendiculata
Neoidiotypa appendiculata är en tvåvingeart som först beskrevs av Friedrich Hermann Loew 1873.  Neoidiotypa appendiculata ingår i släktet Neoidiotypa och familjen Richardiidae. Inga underarter finns listade i Catalogue of Life.